# Sorato Anraku
Sorato Anraku (japanisch 安楽 宙斗 Anraku Sorato; * 14. November 2006 in Yachiyo, Chiba, Japan) ist ein japanischer Sportkletterer.

## Karriere
2021 errang Sorato Anraku bei den Jugendweltmeisterschaften in Woronesch den Sieg in der Disziplin Lead sowie den zweiten Platz im Bouldern. 2022 wurde er in Dallas erneut Jugendweltmeister im Lead und erreichte im Bouldern den dritten Platz.
Seit der Saison 2023 tritt er auch im Kletterweltcup an. Bei seinem ersten Weltcup im Bouldern, am 23. April in Hachiōji überstand er sogleich die Qualifikation und das Halbfinale und erreichte so den fünften Platz. Am 22. Mai errang er seinen ersten Podestplatz; er wurde in Salt Lake City Zweiter. Mit seinem ersten Sieg im Weltcup am 16. Juni in Innsbruck gewann er zugleich im Alter von nur 16 Jahren den Gesamtweltcup im Bouldern. Nur zwei Tage später belegte er in seinem ersten Lead-Weltcup den 4. Platz. Am 15. Juli gewann er seinen ersten Lead-Weltcup in Briançon.
Bei den Weltmeisterschaften in Bern gewann er im August 2023 Silber im Lead.
Am 9. September gewann er in Koper seinen zweiten Lead-Weltcup und zugleich den Gesamtweltcup im Lead. Er ist damit nach Liv Sansoz, Adam Ondra und Janja Garnbret erst der Vierte, der in zwei verschiedenen Kletterdisziplinen den Gesamtweltcup gewinnen konnte und mit 16 Jahren der Jüngste, dem dies gelang.
Bei den Asiatischen Qualifikationsspielen setzte sich Sorato Anraku mit 199.7 von 200 möglichen Punkten überlegen gegen die Konkurrenz durch und qualifizierte sich so für die Olympischen Sommerspiele 2024 in Paris. Dort gewann er die Silbermedaille in der Kombination (Bouldern und Lead). 2024 wurde er zudem erneut Gesamtweltcupsieger im Bouldern.

## Erfolge (Auswahl)
(Quelle: )
- Silbermedaillengewinner in der Kombination an den Olympischen Spielen 2024
- Vizeweltmeister im Lead 2023
- Gesamtweltcupsieger im Bouldern 2023, 2024 und 2025
- Gesamtweltcupsieger im Lead 2023
- Asienmeister im Bouldern 2024
- Jugendweltmeister im Lead 2021 und 2022
- Vizejugendweltmeister im Bouldern 2021